# Kanton Laragne-Montéglin
Kanton Laragne-Montéglin (fr. Canton de Laragne-Montéglin) je francouzský kanton v departementu Hautes-Alpes v regionu Provence-Alpes-Côte d'Azur. Tvoří ho sedm obcí.

## Obce kantonu
- Eyguians
- Laragne-Montéglin
- Lazer
- Monêtier-Allemont
- Le Poët
- Upaix
- Ventavon